# Avión
Avión è un comune spagnolo di 2 775 abitanti situato nella comunità autonoma della Galizia.